# Rathlouskolen
Rathlouskolen (tidl. Odder Private Realskole) er en fri grundskole i Odder, som har til huse i en gammel ejendom, navngivet "Villa Rathlou". Skolen udbyder alle grundskolens 11 klassetrin. Per 1. marts 2017 var elevtallet på 485.
Skolen fik sit nuværende navn i 1960. Skolen kan spores tilbage til 1890'erne, men flyttede først til den nuværende lokalitet i 1928 og er en selvejende institution. Forfatteren Søren Vase underviste på skolen fra 1946 til 1958.
I 2004 blev skolen renoveret. Bygningen gør de muligt at gå direkte fra klasselokalerne til gymnastiksalen og skolens aula. Den sorte bygning huser 6. klasserne.